# Jacques Perlot
Jacques Perlot (ur. 11 grudnia 1929 w Charleville-Mézières, zm. 2 sierpnia 2012 w Breście) – francuski lekkoatleta, sprinter, wicemistrz Europy z 1950.
Zdobył srebrny medal w sztafecie 4 × 100 metrów na mistrzostwach Europy w 1950 w Brukseli, przegrywając jedynie ze sztafetą radziecką. Sztafeta francuska biegła w składzie: Étienne Bally, Perlot, Yves Camus i Jean-Pierre Guillon.
Ustanowił rekord Francji w sztafecie 4 × 100 metrów czasem 41,0 s (30 września 1950 w Colombes).